# Hagbards Galge
Hagbards Galge er et fortidsminde fra bronzealder. Hagbards Galge ligger i Asige sogn, cirka 25 kilometer nord for Halmstad i Halland, Sverige. De fire bautasten, der udgør monumentet, hører til de bedst kendte i Halland. På stenene ses der flere hellristninger. En af disse viser et skib, der sejler en sol fra aften til morgen (en situation, der kendes fra Solvognen). Navnet Hagbard stammer fra det oldnordiske sagn om den norske prins Hagbard og den danske prinsesse Signe.